# Архипресвитер
Архипресви́тер (греч. ἀρχιπρεσβύτερος, лат. archipresbyter) — старший пресвитер, содействовавший епископу в осуществлении его священнических обязанностей. Исторически различались архипресвитер кафедрального собора и сельский архипресвитер.
Архипресвитер кафедрального собора впервые упоминается в IV веке в качестве помощника епископа во время богослужения и в качестве заместителя епископа в случае его отсутствия. Он мог проводить визитации и соборы духовенства своей епархии.
С VI века (после собора в Туре 576) архипресвитером называли настоятеля деревенской крестильной церкви (ecclesia baptismalis), где происходили регулярные богослужения для окрестных жителей и осуществлялось таинство крещения. В Галлии архипресвитер появился ещё в VI веке, в Италии архипресвитер впервые упоминается во 2-й половине IX века. При императоре Карле Великом было создано множенство небольших сельских приходов, возглавлявшихся архипресвитером, которые с IX века стали именоваться деканами. Они назначали на различные должности местное духовенство, осуществляли контроль над клиром, созывали местные соборы, проводили визитации и направляли жалобы епископу или архидьякону епархии. Архипресвитер обладал ограниченными судебными полномочиями.
В ККП (канон 553 § 1) архипресвитер — синоним декана или окружного викария.
Аналог архипресвитера в Русской Православной Церкви — благочинный, в некоторых случаях ключарь.

## Архипресвитеры великих римских базилик
- архипресвитер папской Ватиканской базилики — кардинал Мауро Гамбетти, O.F.M. Conv.;
- архипресвитер папской Латеранской базилики — кардинал Бальдассаре Рейна;
- архипресвитер папской базилики Санта-Мария-Маджоре — кардинал Роландас Макрицкас;
- архипресвитер папской базилики Сан-Паоло-фуори-ле-Мура — кардинал Джеймс Майкл Харви.